# 前553年
| 千纪： | 前1千纪 |
| 世纪： | 前7世纪 \| 前6世纪 \| 前5世纪 |
| 年代： | 前580年代 \| 前570年代 \| 前560年代 \| 前550年代 \| 前540年代 \| 前530年代 \| 前520年代 |
| 年份： | 前558年 \| 前557年 \| 前556年 \| 前555年 \| 前554年 \| 前553年 \| 前552年 \| 前551年 \| 前550年 \| 前549年 \| 前548年                                                                        |
| 纪年： | 周灵王十九年 魯襄公二十年 齐庄公元年 晋平公五年 秦景公二十四年 宋平公二十三年 楚康王七年 卫殇公六年 陈哀公十六年 蔡景侯三十九年 曹武公二年 郑简公十三年 燕文公二年 吴王诸樊八年 杞孝公十四年 |

## 大事記
- 齊國和晉國講和，魯國叔老到齊國聘問。
- 邾襲魯之戰，魯襄公和晉平公、齊莊公、宋平公、衛殤公、鄭簡公、曹武公、邾悼公等諸侯為與齊國講和在澶淵結盟，邾國認為魯國參加了諸侯的盟會無力報復，屢次來犯魯國邊境。
- 秋，孟莊子率兵攻打報復邾國。
- 寧殖臨終，後悔逐出衛獻公，讓兒子甯喜掩護衛獻公回國，直到前547年成功迎立衛獻公復辟。

## 逝世
- 甯惠子，名殖，春秋时期卫国的卿。